# Barbara Szabó
Barbara Szabó (* 17. Februar 1990 in Budapest) ist eine ungarische Leichtathletin, die sich auf den Hochsprung spezialisiert hat.

## Sportliche Laufbahn
Erste internationale Erfahrungen sammelte Barbara Szabó im Jahr 2007, als sie bei den Jugendweltmeisterschaften in Ostrava mit übersprungenen 1,65 m den 15. Platz belegte. Daraufhin nahm sie auch am Europäischen Olympischen Jugendfestival (EYOF) in Belgrad teil, schied dort aber mit 1,70 m in der Qualifikation aus. Im Jahr darauf scheiterte sie bei den Juniorenweltmeisterschaften in Bydgoszcz mit 1,65 m ebenfalls in der Qualifikation, 2009 erreichte sie dann aber bei den Junioreneuropameisterschaften in Novi Sad mit einer Höhe von 1,80 m Rang zehn. 2013 nahm sie an der Sommer-Universiade in Kasan teil und belegte dort mit 1,80 m den zehnten Platz und qualifizierte sich auch erstmals für die Weltmeisterschaften in Moskau, bei denen sie mit 1,83 m in der Qualifikation ausschied. 2014 nahm sie an den Europameisterschaften in Zürich teil, erreichte dort mit 1,85 m aber nicht das Finale. 2015 wurde sie bei den Halleneuropameisterschaften in Prag mit einer Höhe von 1,85 m Achte und schied bei den Weltmeisterschaften in Peking mit 1,80 m in der Qualifikation aus. 2016 erreichte sie bei den Europameisterschaften in Amsterdam mit 1,89 m den elften Platz und qualifizierte sich zudem für die Olympischen Spiele in Rio de Janeiro, bei denen sie mit 1,80 m als Letztplatzierte der Qualifikation ausschied.
In den Jahren 2008 und 2009 und von 2014 bis 2017 sowie 2020 wurde Szabó ungarische Meisterin im Hochsprung im Freien sowie 2010 und 2015 sowie 2019 und 2020 auch in der Halle.

## Bestleistungen
- Hochsprung: 1,94 m, 28. Juli 2015 in Budapest
  - Halle: 1,93 m, 22. Februar 2015 in Budapest